# Ezüstös remetekolibri
Az ezüstös remetekolibri (Phaethornis augusti) a madarak osztályának sarlósfecske-alakúak (Apodiformes)  rendjébe és a kolibrifélék (Trochilidae) családjába tartozó faj.

## Rendszerezése
A fajt Jules Bourcier francia természettudós írta le 1847-ben, a Trochilus nembe Trochilus augusti néven.

## Alfajai
- Phaethornis augusti augusti (Bourcier, 1847)
- Phaethornis augusti curiosus Wetmore, 1956
- Phaethornis augusti incanescens (Simon, 1921)[2]

## Előfordulása
Dél-Amerika északi részén, Brazília, Guyana, Kolumbia és Venezuela területén honos.
Természetes élőhelyei a szubtrópusi vagy trópusi síkvidéki és hegyi esőerdők, lombhullató erdők és cserjések, valamint ültetvények és másodlagos erdők. Állandó, nem vonuló faj.

## Megjelenése
Testhossza 15 centiméter.

## Természetvédelmi helyzete
Az elterjedési területe rendkívül nagy, egyedszáma pedig stabil. A Természetvédelmi Világszövetség Vörös listáján nem fenyegetett fajként szerepel.